# Epilissus mantasoae
Epilissus mantasoae là một loài bọ cánh cứng trong họ Bọ hung (Scarabaeidae).